# Naustdal
Naustdal is een voormalige gemeente van de eveneens voormalige Noorse provincie Sogn og Fjordane.

## Geschiedenis
De gemeente telde 2848 inwoners in januari 2017. Op 1 januari fuseerde Naustdal met Førde, Gaular en Jølster tot de gemeente Sunnfjord, die werd opgenomen in de op dezelfde dag gevormde provincie Vestland.

## Geboren
- Kjartan Slettemark (1932-2008), Noors-Zweeds kunstenaar
- Merita Berntsen (1969), volleyballer en beachvolleyballer
- Iselin Solheim (1990), zangeres

Årdal · Askvoll · Aurland · Balestrand · Bremanger · Eid · Fjaler · Flora · Førde · Gaular · Gloppen · Gulen · Hornindal · Høyanger · Hyllestad · Jølster · Lærdal · Leikanger · Luster · Naustdal · Selje · Sogndal · Solund · Stryn · Vågsøy · Vik

Gemeenten in de provincie bij de opheffing op 1 januari 2020